# Ushijima Noriyuki
Ushijima Noriyuki (japanisch 牛島 憲之; geb. 29. August 1900 in Kumamoto, Präfektur Kumamoto; gest. 16. September 1997) war ein japanischer Maler im Yōga, also im westlichen Stil, während der Shōwa-Zeit.

## Leben und Werk
Noriyuki, der vierte Sohn von Ushijima Yonetarō, wollte von klein auf Maler werden. Nach Abschluss der Mittelschule in Kumamoto studierte er an der staatlichen Kunsthochschule Tōkyō (Vorläufer der heutigen Tōkyō Geijutsu Daigaku) Malerei unter Okada Saburōsuke und machte dort 1927 seinen Abschluss.
Aber unzufrieden mit seinen zeichnerischen Fähigkeiten besuchte er das Dōshūsha-Institut (同州者研究) und studierte das Zeichnen von Gipsabdrücken. Er reichte in dieser Zeit Bilder bei der Teiten-Ausstellung ein, aber sie wurden alle zurückgewiesen. Dann aber wurde 1933 sein bei der 14. Teiten-Ausstellung eingereichtes Bild „Landschaft mit Muschelhaufen“ (貝焼き場の風景, Kaiyakiba no fūkei) angenommen. 1935 erhielt Ushijima den „K-Preis“ (K賞) auf der vierten jährlichen Ausstellung der Tōtō-Gesellschaft. Im folgenden Jahr beteiligte er sich an der Gründung der Shusen-Kunstgesellschaft (主戦美術協会) und wurde ihr Mitglied.
1942 wurde Ushijima Mitglied der Sōgen-kai. 1946 reichte er auf der zweiten Nitten-Ausstellung reichte er das Bild „Heißer Mittag“ (炎昼, Enchū) ein, das besonders gewürdigt wurde. Das Bild zeigt im Vordergrund einen Baum im flimmernden Licht, dahinter ist fast nichts, bis auf einen Telegrafenmast. – Im folgenden Jahr, nun mit dem Status „Zugelassen ohne Prüfung“ (無鑑査, mukansa), zeigte er das Bild „Wald“ (森, Mori).
1949 trat Ushijima aus der Sogen-kai aus und trennte sich von allen offiziellen Ausstellungen und gründete zusammen mit Suda Hisashi (須田壽; 1906–2005) und anderen die „Rikki-Gesellschaft“ (立軌会), die ihre erste Ausstellung noch im selben Jahr veranstaltete. Danach stellte Ushijima nicht nur dort aus, sondern auch auf internationalen Ausstellungen, angefangen mit der ersten „Internationalen Ausstellung in Japan“ (日本国美術展覧会), auf der er „Vorfrühling“ (早春, Sōshun) und andere Werke zeigte. Auf der zweiten Biennale von São Paulo stellte er „Nachmittag“ (午後, Gogo) und zwei weitere Werke aus. 1954 zeigte er auf der „Ausstellung gegenwärtiger Kunst“ (現代日本美術展, Gendai Nihon bijutsu-ten) „Landschaft mit Brücke“ (橋のある風景, Hashi no aru fūkei).
Zu dieser Zeit begann Ushijima an der Universität der Künste in Tokio zu arbeiten, an der er ab 1956 bis zu seinem Ausscheiden 1964 als Professor wirkte. – 1969 erhielt er den Kunstpreis des Kultusministers (芸術選奨文部大臣賞, Geijutsu senshō mombudaijin-shō), 1975 erhielt er den Orden des heiligen Schatzes dritter Klasse. 1978 wurde im Nationalmuseum für moderne Kunst Kyōto unter dem Titel „Die Kunst des Ushijima Noriyuki“ mit einigen hundert Werken aus fünf Jahrzehnten seines Wirkens gezeigt. Sie machten seinen Stil deutlich, eine Darstellung der Wirklichkeit mit zurückgenommenen Details, gelegentlich geometrisch formiert.
1983 wurde Ushijima, wie sein guter Bekannter Koiso Ryōhei, mit dem japanischen Kulturorden ausgezeichnet.